# Konstantin Žostov
Konstantin Andonov Žostov (Gajtaninovo, 30. rujna 1867. – Ćustendil, 30. kolovoza 1916.) je bio bugarski general i vojni zapovjednik. Tijekom Prvog svjetskog rata obnašao je dužnost načelnika Glavnog stožera bugarske vojske. 

## Vojna karijera
Konstantin Žostov je rođen 30. rujna 1867. u Gajtaninovu. Sin je Andona Žostova, inače učitelja i prominentne figure u osamostaljivanju bugarske pravoslavne crkve. Nakon Rusko-turskog rata obitelj Žostov se nastanjuje u oslobođenom dijelu Bugarske, u Sofiji, gdje je Konstantinov otac Andon postao svećenik, te uzeo ime Antonius. Konstantin pohađa najprije srednju školu u Ćustendilu, a potom u Lomu. 
Tijekom Srpsko-bugarskog rata koji je izbio u studenom 1885. kao dragovoljac stupa u Studentsku legiju u sastavu koje sudjeluje u Bitci kod Pirota. Nakon što je završio srednju školu u Lomu školovanje nastavlja u topničkom odjelu Vojnog učilišta u Sofiji gdje diplomira 1887. godine. Po završetku školovanja raspoređen je u 3. topničku pukovniju smještenu u Plovdivu gdje zapovijeda bitnicom. Tijekom službe u navedenoj pukovniji u svibnju 1890. promaknut je u čin poručnika, dok čin satnika dostiže u kolovozu 1894. godine. U međuvremenu, tijekom 1889., upućen je u Beč gdje s uspjehom završava tečaj za topničke časnike.
Godine 1892. ponovno je upućen na školovanje u Beč gdje uspješno 1897. diplomira na Višoj topničkoj školi. Po povratku ponovno je raspoređen u 3. pukovniju, nakon čega je 1901. imenovan rukovoditeljem odsjeka za utvrdno topništvo pri Topničkoj inspekciji. U svibnju 1902. promaknut je u čin bojnika, dok 1904. postaje članom povjerenstva za testiranje brzometnoga topništva. U rujnu 1905. ponovno je upućen u Beč gdje je imenovan vojnim atašeom. Tijekom navedenog službovanja u svibnju 1906. promaknut je u čin potpukovnika. Po povratku iz Beča, u travnju 1907., raspoređen je na službu u Glavni stožer, ali je već u studenom te iste godine imenovan vojnim atašeom u Sankt Peterburgu, te upućen u Rusiju. Idućeg mjeseca međutim, premješten je u Pariz gdje također obnaša dužnost vojnog atašea u bugarskom veleposlanstvu. Po povratku, u studenom 1908. imenovan je načelnikom stožera 8. tundžanske pješačke divizije. Navedenu dužnost obnaša do siječnja 1910. kada postaje zapovjednikom 3. topničke pukovnije u kojoj je nekada služio. U ožujku 1912. imenovan je načelnikom Škole za pričuvne časnike koju dužnost obnaša do početka Prvog balkanskog rata. U međuvremenu je, u rujnu 1910. unaprijeđen u čin pukovnika. U lipnju 1912. kao izaslanik bugarske vlade sudjeluje u tajnom sastanku Srpskog ravolucionarnog okruga održanom u njegovom rodnom Gajtaninovu koji se obvezao podržati bugarsku stranu u nadolazećem ratu.
Na početku Prvog balkanskog rata Žostov je imenovan načelnikom stožera 3. armije kojom je zapovijedao Radko Dimitriev. Tu se ističe u Lozengradskoj operaciji, te Prvoj i Drugoj bitci kod Čataldže. U svibnju 1913. član je bugarske delegacije na Londonskoj konferenciji koja je rezultirala Londonskim primirjem kojim je okončan Prvi balkanski rat. Tijekom Drugog balkanskog rata zapovijeda 1. brigadom 7. rilske divizije. U travnju 1915. imenovan je zapovjednikom 7. rilske divizije, da bi četiri mjeseca poslije, u kolovozu, bio promaknut u čin general bojnika.

## Prvi svjetski rat
Po objavi mobilizacije Žostov je 7. rujna 1915. imenovan načelnikom Glavnog stožera bugarske vojske. U tom svojstvu sudjeluje u planiranju i izvođenju operacija u četvrtoj invaziji na Srbiju koje su rezultirale potpunim srpskim porazom, te okupacijom Srbije. Tijekom obnašanja dužnosti često je dolazio u sukob s njemačkim časnicima protiveći se njemačkom iskorištavanju skromnih bugarskih resursa. Žostov, iako načelnik Glavnog stožera, nije bio među zagovornicima ulaska u rat na strani Centralnih sila. Nakon obilaska Zapadnog i Talijanskog bojišta čak je premijeru Vasilu Radoslavovu predlagao da Bugarska promjeni stranu i pridruži se silama Antante. 

## Smrt
Konstantin Žostov preminuo je 30. kolovoza 1916. godine u 50. godini života u Ćustendilu nakon komplikacija pri upali slijepog crijeva. Pokopan je 1. rujna 1916. na groblju u Sofiji. Bio je oženjen s Ljudmilom Molovom s kojom je imao dvije kćeri.

## Vanjske poveznice
(bug.) Konstantin Žostov na stranici Boinaslava.net

(bug.) Konstantin Žostov na stranici Sitebulgarizaedno.com

(bug.) Konstantin Žostov na stranici 168chasa.bg

(češ.) Konstantin Žostov na stranici Valka.cz

(rus.) Konstantin Žostov na stranici Hrono.ru